# Logan Verrett
Scott Logan Verrett (The Woodlands, 19 giugno 1990) è un giocatore di baseball statunitense, di ruolo lanciatore di rilievo. Ha militato dal 2015 al 2017 in Major League Baseball con varie squadre. Il 18 novembre 2017 ha firmato un contratto con i NC Dinos, una squadra professionistica Sud Coreana.

## Minor League
Verrett fu scelto al 3º giro del Draft amatoriale del 2011 come 101ª scelta dai New York Mets. Nel 2012 giocò con due squadre finendo con 5 vittorie e 2 sconfitte, 2.70 di ERA e .220 alla battuta contro di lui in 17 partite tutte da partente con due incontri giocati interamente di cui uno senza subire punti (103.1 inning).
Nel 2013 giocò a livello AA con i Binghamton Mets della Eastern League, finendo con 12 vittorie e 6 sconfitte, 4.25 di ERA e .249 alla battuta contro di lui in 24 partite tutte da partente (146.0 inning). L'11 aprile 2014 venne chiamato nel roster dei Mets per la pre-stagione; nella MiLB giocò a livello AAA con i Las Vegas 51s della Pacific Coast League, finendo con 11 vittorie e 5 sconfitte, 4.33 di ERA e .291 alla battuta contro di lui in 28 partite tutte da partente, completando un'intera partita (162.0 inning). L'11 dicembre dopo esser diventato disponibile per il Rule 5 Draft, venne scelto dai Baltimore Orioles. 
Il 2 aprile 2015 venne preso dagli svincolati dai Texas Rangers. Finì la stagione con i 51s con 5 vittorie e 3 sconfitte, 4.59 di ERA e .278 alla battuta contro di lui in 18 partite di cui 11 da partente (64.2 inning). Nel 2016 sempre con i 51s finì con 2 vittorie e nessuna sconfitta, 1.50 di ERA e .186 alla battuta contro di lui in 2 partite da partente (12.0 inning).

## Major League

### Texas Ranger (2015)
Verrett debuttò nella Major l'8 aprile 2015 a Oakland contro gli Oakland Athletics. Finì con nessuna vittoria e una sconfitta, 6.00 di ERA e .306 alla battuta contro di lui in 4 partite (9.0 inning).

### New York Mets (2015-2016)
Il 4 maggio 2015 Verrett ritornò ai New York Mets secondo la Rule 5 Draft, dopo che i Rangers lo rimossero dal roster. Il 18 giugno venne promosso e rimase fino al 7 luglio. Il 25 dello stesso mese venne nuovamente promosso per poi esser rimandato nelle Minor dopo 3 giorni. Il 18 agosto ritornò in MLB fino al 31. L'8 settembre venne promosso per l'ultima volta finendo la stagione 2015 con una vittoria e una sconfitta, una salvezza su 2 opportunità, 3.03 di ERA e .174 alla battuta contro di lui in 14 partite di cui 4 da partente (38.2 inning).
Il 12 giugno 2016 venne rimandato nelle Minor. Il 22 dello stesso mese venne promosso e rimase fino al 13 agosto. Il 30 venne richiamato a giocare in MLB. Finì con 3 vittorie e 8 sconfitte, 5.20 di ERA e .283 alla battuta contro di lui in 35 partite di cui 12 da partente (91.2 inning). Lanciando prevalentemente una four-seam fastball con una media di 90,96 mph.

### Baltimore Orioles (2017)
Il 30 novembre 2016 è stato preso dagli Orioles in cambio di un compenso monetario.

### NC Dinos
Il 18 novembre 2017, Verrett firmò un anno di contratto per 800.000 dollari con i NC Dinos, squadra Sud Coreana della Korea Baseball Organization.

## Palmarès
- (1) Mid-Season All-Star della Eastern League "EAS" (2013)
- (1) Lanciatore della settimana della South Atlantic League "SAL" (16 luglio 2012).